# 英里子
英里子（えりこ、1990年9月8日 - ）は、日本の女性ファッションモデル、タレント。ナチュラルナイロン所属。

## 人物
- 父親がイギリス人、母親が日本人で、シアトルのThe Northwest Schoolを卒業し、慶應義塾大学文学部を卒業した。
- 趣味は、デッサン、ギター、お菓子作り。
- 特技は、バイオリン（13年）、英語（英検1級・TOEIC 990）[1]。

## 出演

### バラエティ
- 学生才能発掘バラエティ 学生HEROES!（2010年7月15日、テレビ朝日）[2]
- 王様のブランチ（2014年1月11日 - 2017年9月30日、TBS） - レギュラーリポーター
  - 『マイ・インターン』のプロモーションに際し、ニューヨークでロバート・デ・ニーロとアン・ハサウェイへ直接のインタビューを行う（2015年10月17日放送）。
- 釣り百景（2014年 - 、BS-TBS）[3]

### イベント
- KuroOvi - リポーター[4]

### CM
- ワコール PARFAGE（パルファージュ）（2014年）[5]